# برندیوود (دلاویر)
برندیوود (به انگلیسی: Brandywood) یک منطقهٔ مسکونی در ایالات متحده آمریکا است که در دلاور واقع شده‌است. برندیوود ۹۶٫۰۱ متر بالاتر از سطح دریا واقع شده‌است.